# America's Cup 2024
L'America's Cup 2024 è stata la 37ª edizione della competizione velica ed è stata disputata dal 22 agosto al 19 ottobre a Barcellona. Le imbarcazioni utilizzate sono state i monoscafi foiling AC75. Il defender Emirates Team New Zealand, vittorioso nella precedente edizione, si è riconfermato contro lo sfidante Ineos Britannia, vincitore della Louis Vuitton Cup 2024. La formula prevede uno scontro al meglio delle 13 regate.

## Località
L'America's Cup si è svolta per la prima volta nelle acque di Barcellona, in Spagna, grazie a uno sforzo comune compiuto da parte di numerosi enti, tra i quali il Governo della Catalogna, il Comune di Barcellona, il Porto di Barcellona, l'agenzia di investimenti ''Barcelona Global'' e ''Barcelona & Partners''. È solamente la quarta volta che la Coppa America si svolge in un paese diverso da quello del detentore, ciò nonostante il primo ministro neozelandese Jacinda Ardern avesse dichiarato di preferire che la Coppa fosse difesa ad Auckland, nel 2023.

## Challengers
Il Challenger of Record di questa edizione è il Royal Yacht Squadron con il team Ineos Britannia, guidato da Ben Ainslie. Si tratta di una sfida preimpostata tra i due team.
Il Circolo della Vela Sicilia partecipa con Luna Rossa Prada Pirelli, finalista della scorsa America's Cup. Il team è guidato da Max Sirena.
Il New York Yacht Club (NYYC) partecipa con il team American Magic, con skipper Terry Hutchinson.
Le novità rispetto alla trentaseiesima edizione riguardano il ritorno in gara della Société nautique de Genève con Alinghi, sponsorizzato da Red Bull, che vede al comando Arnaud Psarofaghis, e il debutto della Société Nautique de Saint-Tropez con il suo Orient Express Racing Team, comandato da Quentin Delapierre.
| Team                       | Yacht Club                       | Skipper            |
| -------------------------- | -------------------------------- | ------------------ |
| Luna Rossa Prada Pirelli   | Circolo della Vela Sicilia       | Max Sirena         |
| INEOS Team UK              | Royal Yacht Squadron             | Sir Ben Ainslie    |
| American Magic             | New York Yacht Club              | Terry Hutchinson   |
| Alinghi Red Bull Racing    | Société nautique de Genève       | Arnaud Psarofaghis |
| Orient Express Racing Team | Société nautique de Saint-Tropez | Quentin Delapierre |

## Barche
Per questa edizione vengono confermati i monoscafi AC75 utilizzati nel 2021. Sono monoscafi della lunghezza di 75 piedi dotati di hydrofoil. Le regole prevedono che la costruzione delle barche (nel limite consentito di due barche per ogni team) debba avvenire nel paese di provenienza. Il Royal Yacht Squadron e il Royal New Zealand Yacht Squadron intendono utilizzare la classe AC75 anche per la 38a America's Cup, e hanno affermato come questa sia una condizione fondamentale per chiunque voglia gareggiare in questa edizione.
Per i primi due round di regate preliminari, oltre che per la Youth America's Cup e per l'edizione femminile, è stata impiegata la classe AC40.

## Equipaggi
Per questa edizione è entrata in vigore una nuova regola sulla nazionalità degli equipaggi. È richiesto che il 100% dell'equipaggio di regata sia in possesso del passaporto del Paese in cui risiede lo yacht club del team al 19 marzo 2021, o che sia stato fisicamente presente in quel Paese per due dei tre anni precedenti al 18 marzo 2021, o ancora, che abbia agito per conto dello stesso yacht club ad Auckland, durante la 36a edizione. È presente, tuttavia, una disposizione discrezionale che consentirà una quota di cittadini stranieri nell'equipaggio di regata per i concorrenti provenienti da “nazioni emergenti”.

## Qualificazione
Per poter affrontare il defender, i cinque equipaggi si sono sfidati nella Louis Vuitton Cup, il cui vincitore acquisisce lo status di challenger per la America's Cup.
Dopo due round di fase a gironi, con gironi all'italiana (round robin), sono previste le sfide ad eliminazione diretta. Il primo classificato nel round robin ha il diritto di poter scegliere l'avversario per la semifinale.

## 37th America's Cup Match

### Tabellone e Andamento
|  | Finale                    |                           |   |  |
|  |                           |                           |   |  |
|  | Emirates Team New Zealand | Emirates Team New Zealand | 7 |  |
|  | Ineos Team UK             | Ineos Team UK             | 2 |  |

| Team / Gara               | 1 | 2 | 3 | 4 | 5 | 6 | 7 | 8 | 9 | Totale |
| ------------------------- | - | - | - | - | - | - | - | - | - | ------ |
| Emirates Team New Zealand | ● | ● | ● | ● |   |   | ● | ● | ● | 7      |
| Ineos Team UK             |   |   |   |   | ● | ● |   |   |   | 2      |

### Regate
|   | Entrata a sinistra | Entrata a dritta | Vento     | Tempi         | Campo di regata | Cancelli |        | P      | 1      | 2      | 3      | 4      | 5      | 6      | 7      | A |
| - | ------------------ | ---------------- | --------- | ------------- | --------------- | -------- | ------ | ------ | ------ | ------ | ------ | ------ | ------ | ------ | ------ | - |
| 1 | Team New Zealand   | Ineos Team UK    | 7-13 nodi | 27'01" +0'41" | A               | 6        | -0'02" | -0'24" | -0'15" | -0'36" | -0'40" | -0'56" | ~      | ~      | -0'41" |   |
| 2 | Ineos Team UK      | Team New Zealand | 7-13 nodi | 28'23" +0'27" | A               | 8        | -0'00" | -0'11" | -0'09" | -0'14" | -0'10" | -0'28" | -0'32" | -0'33" | -0'27" |   |

|   | Entrata a sinistra | Entrata a dritta | Vento     | Tempi         | Campo di regata | Cancelli |        | P      | 1      | 2      | 3      | 4      | 5      | A |
| - | ------------------ | ---------------- | --------- | ------------- | --------------- | -------- | ------ | ------ | ------ | ------ | ------ | ------ | ------ | - |
| 1 | Ineos Team UK      | Team New Zealand | 7-10 nodi | 27'06" +0'52" | D               | 6        | -0'03" | -0'19" | -0'27" | -0'32" | -0'33" | -0'43" | -0'52" |   |

|   | Entrata a sinistra | Entrata a dritta | Vento     | Tempi         | Campo di regata | Cancelli |        | P      | 1      | 2      | 3      | 4      | 5      | A |
| - | ------------------ | ---------------- | --------- | ------------- | --------------- | -------- | ------ | ------ | ------ | ------ | ------ | ------ | ------ | - |
| 1 | Team New Zealand   | Ineos Team UK    | 7-11 nodi | 26'50" +0'23" | D               | 6        | -0'01" | -0'00" | -0'03" | -0'13" | -0'15" | -0'24" | -0'23" |   |

|   | Entrata a sinistra | Entrata a dritta | Vento      | Tempi         | Campo di regata | Cancelli |        | P      | 1      | 2      | 3      | 4      | 5      | 6      | 7      | A |
| - | ------------------ | ---------------- | ---------- | ------------- | --------------- | -------- | ------ | ------ | ------ | ------ | ------ | ------ | ------ | ------ | ------ | - |
| 1 | Team New Zealand   | Ineos Team UK    | 7-12 nodi  | 24'15" +1'18" | B               | 6        | -0'03" | -2'15" | -1'59" | -1'37" | -1'36" | -1'29" | ~      | ~      | -1'18" |   |
| 2 | Ineos Team UK      | Team New Zealand | 10-12 nodi | 28'13" +0'07" | B               | 8        | -0'02" | -0'06" | -0'09" | -0'09" | -0'16" | -0'13" | -0'07" | -0'07" | -0'07" |   |

|   | Entrata a sinistra | Entrata a dritta | Vento      | Tempi         | Campo di regata | Cancelli |        | P      | 1      | 2      | 3      | 4      | 5      | 6      | 7      | A |
| - | ------------------ | ---------------- | ---------- | ------------- | --------------- | -------- | ------ | ------ | ------ | ------ | ------ | ------ | ------ | ------ | ------ | - |
| 1 | Ineos Team UK      | Team New Zealand | 8-14 nodi  | 24'49" +1'13" | F               | 6        | -0'02" | -0'12" | -0'13" | -0'24" | -0'29" | -0'53" | ~      | ~      | -1'13" |   |
| 2 | Team New Zealand   | Ineos Team UK    | 10-14 nodi | 26'37" +0'55" | F               | 8        | -0'00" | -0'15" | -0'25" | -0'41" | -0'36" | -0'23" | -0'27" | -0'50" | -0'55" |   |

|   | Entrata a sinistra | Entrata a dritta | Vento    | Tempi         | Campo di regata | Cancelli |        | P      | 1      | 2      | 3      | 4      | 5      | A |
| - | ------------------ | ---------------- | -------- | ------------- | --------------- | -------- | ------ | ------ | ------ | ------ | ------ | ------ | ------ | - |
| 1 | Team New Zealand   | Ineos Team UK    | 7-9 nodi | 26'43" +0'37" | B               | 6        | -0'01" | -0'19" | -0'22" | -0'00" | -0'12" | -0'17" | -0'37" |   |